# Jørn Didriksen
Jørn Didriksen (* 27. srpna 1953 Jevnaker) je bývalý norský rychlobruslař.
Na mezinárodní scéně se poprvé představil v roce 1975, když se na Mistrovství světa ve sprintu umístil na 4. místě. O rok později byl šestý. Startoval také na Zimních olympijských hrách 1976, kde v závodě na 1000 m získal stříbrnou medaili. Na sprinterském šampionátu 1977 byl desátý, poté se účastnil již pouze domácích závodů. Poslední start absolvoval v roce 1980.